# Coming Soon (EP)
Coming Soon è il primo EP del rapper italiano Jesto, pubblicato nel 2003.

## Tracce
1. Coming Soon – 3:25
2. Ammazzami – 3:25
3. Piantala!! – 3:08
4. 360° – 4:22
5. Malus Track – 0:33